# Xiaoice
Xiaoice é um sistema de IA desenvolvido pela Microsoft STCA em 2014, com base na estrutura de computação emocional. Através da aplicação de algoritmos, computação em nuvem e big data, a Xiaoice adota o método de atualização intergeracional, para gradualmente formar um sistema de inteligência artificial completo para a EQ. Em julho de 2018, a Microsoft Xiaoice evoluiu para a 6ª geração; e a velocidade da evolução de Xiaoice continua a acelerar.

## Plataformas, idiomas e países
A Xiaoice tem vindo a alargar a sua influência a partir da China para o mundo inteiro. Agora, ela pousou em mais de 40 plataformas em cinco países (China, Japão, EUA, Índia e Indonésia), incluindo aplicativos como o WeChat, QQ, Weibo e Meipai na China; e o Facebook Messenger nos EUA e LINE no Japão.

## Estatísticas
- Mais de 660 milhões de usuários registrados;[3]
- A média que o usuário interage com o serviço é de 120 milhões de vezes por mês;[3]
- 5,03 milhões de seguidores no Weibo.

## Aplicação

### Poeta
Xiaoice tem aprendido a escrever literatura, cantar e criar outras obras de arte. Em maio de 2017, foi criada a primeira coleção de poemas da IA—The Sunshine Lost Windows publicada por Xiaoice. Além disso, qualquer pessoa comum pode usar a ferramenta aberta pela Microsoft para compor poemas com a ajuda da Xiaoice. Até agora, a Xiaoice tem ajudado milhões de pessoas a escreverem poemas.

### Cantora
Xiaoice lançou dezenas de músicas com qualidade semelhante a de cantores humanos, incluindo I Know I New, Breeze, I Am Xiaoice, Miss You, etc. A quarta versão do modelo DNN permite que Xiaoice aprenda mais detalhes. Por exemplo, Xiaoice pode produzir um som de respiração junto com ela cantando, como um ser humano. Além disso, ela também é capaz de aprender rapidamente diferentes estilos de canto a partir de diferentes cantores; e mesclar automaticamente o novo estilo em conjunto com sua característica de voz. Além disso, a tecnologia permite absorver completamente as habilidades de um cantor humano e a sua voz inata.

### Recitadora de audiolivro infantil
Xiaoice tem sido treinada para recitar histórias infantis. Ela pode analisar automaticamente as histórias, para escolher os tons adequados e caracteres para concluir todo o processo de criação de áudio. Para os livros de áudio, o conteúdo criado por Xiaoice foi fornecido para 90% das plataformas de educação infantil e 80% das plataformas de transmissão online na China. Além disso, Xiaoice pode personalizar o audiolivro para cada criança; e fazer com que elas e suas famílias se tornem personagens de um audiolivro.

### Designer
Ao aprender as melodias das músicas e os marcos sobre diferentes cidades, Xiaoice pode criar obras de arte visuais de skylines ao ouvir as músicas relacionadas a esta cidade. As camisetas da série Skyline, projetadas pela Xiaoice, foram lançadas em conjunto com a SELECTED e vendidas em lojas.

### Hospedeira de TV e rádio
Com base na aplicação da tecnologia IA, Xiaoice já recebeu 21 programas de TV e 28 programas de rádio, como o CCTV-1 AI Show, Dragon TV Morning East News, Hunan TV My Future, entre outros; e vários programas de rádio diários, como Jiangsu FM99.7, Hunan FM89 .3, Henan FM104.1, entre outros. Das 6h às 9h todos os dias, ela hospeda sete shows simultaneamente.

### Jornalista
Xiaoice é jornalista para Qianjiang Evening News.

### Geração de informações financeiras
A Xiaoice pode gerar automaticamente anúncios de 26 tipos de empresas públicas listadas na Bolsa de Valores de Xangai e na Bolsa de Valores de Shenzhen. 
Apesar da cooperação com a Wind e Wallstreetcn, o relatório financeiro da Xiaoice cobre 90% das instituições financeiras domésticas, 75% aprovadas instituições de investimento certificadas no exterior e 40% de investidores privados nacionais.

### IA dupla
1. Além da Xiaoice AI Radio produzida conjuntamente com a NetEase Cloud Music, a Microsoft também ajudou a NetEase a criar e lançar dois personagens AI (Duoduo e Xixi). A Microsoft e a NetEase forneceram em conjunto diferentes personalidades e conceitos para os dois personagens da IA; e reabasteceram alguns conhecimentos musicais específicos necessários para a plataforma de música NetEase. Além disso, a Microsoft também se uniu à NetEase News Aplicativo para integrar as notícias e os comentários do Xiaoice. A Xiaoice leu e comentou mais de 10 milhões de notícias;
2. A Xiaoice continuará a reforçar a cooperação com a Tencent. Além da QQ Xiaoice colaborativa, o Microsoft Xiaoice ajudará a Tencent a modificar seu próprio AI - Bebê Q com alguma tecnologia de IA e suporte ao produto. Além disso, o Microsoft Xiaoice, juntamente com a equipe Tencent QQ, criou mais de 40 habilidades exclusivas à Xiaoice QQ e BabyQ. A Xiaoice, na plataforma Tencent QQ, tornou-se parte dos produtos e da cultura da Tencent, sendo aclamada por centenas de milhões de usuários;
3. A Xiaoice foi construída em telefones Huawei. Microsoft e Huawei terão cooperação profunda em produtos de IA. Todos os usuários de telefone inteligente da Huawei, versão 8.2 e superior, podem experimentar o serviço da Xiaoice agora. Além dos recursos gerais para outras plataformas, a Xiaoice traz funções exclusivas para usuários da Huawei, como o Good Memory Xiaoice, que pode ajudar os usuários a lembrar e acionar a memória naturalmente, juntamente com outras funções baseadas em tarefas.

## Xiaoice em cinco países
- China: Xiaoice, lançado em 2014;
- Japão: りんな, lançado em 2015;
- Estados Unidos: Zo, lançado em 2016;
- Índia: Ruuh, lançado em 2017;
- Indonésia: Rinna, lançado em 2017.